# Божанка
Божанка (пол. Bożanka) — село в Польщі, у гміні Тшебеліно Битівського повіту Поморського воєводства.
Населення — 131 особа (2011).
У 1975-1998 роках село належало до Слупського воєводства.

## Демографія
Демографічна структура станом на 31 березня 2011 року:
|          | Загалом | Допрацездатний вік | Працездатний вік | Постпрацездатний вік |
| -------- | ------- | ------------------ | ---------------- | -------------------- |
| Чоловіки | 71      | 15                 | 52               | 4                    |
| Жінки    | 60      | 13                 | 33               | 14                   |
| Разом    | 131     | 28                 | 85               | 18                   |